# جمادی (اردبیل)
جمادی روستایی است که در استان اردبیل، شهرستان اردبیل، بخش مرکزی، دهستان سردابه قرار دارد.

## سقوط هواپیمای ارتش
ساعت ۱۱:۲۰ دقیقه صبح ۴ دی ماه سال ۱۳۹۸ یک فروند هواپیمای جنگی در اطراف کوه سبلان سقوط کرد.
وزش تندباد شدید و بارش برف باعث شد تا بررسی‌ها در این خصوص سخت‌تر شود و نیروهای امدادی و هلال احمر از یافتن هواپیما عاجز ماندند
مردم روستای جمادی به صورت داوطلبانه و بدون کمک ارگان‌های دولتی و با حداقل امکانات به صورت تیمی راهی رشته کوه سبلان شدند
و پس از دو روز به عنوان اولین گروه موفق شدند لاشه هواپیما را پیدا کنند.
متأسفانه هر دو سرنشین هواپیما بر اثر برخورد فوت شده بودند.

## درآمد و شغل ساکنان
شغل اغلب اهالی جمادی دامداری، کشاورزی و باغداری می‌باشد.
بنا به شغل دامداری بعضی از اهالی دام خود را در بهار به بالادست‌ها و مناطق ییلاقی در دامنه کوه سبلان برده و در پاییز به روستا برمی‌گردانند.
ییلاق شمشیر خانه از جمله ییلاق‌های روستای جمادی می‌باشد. گندم، سیاه دانه، عدس، جو و لوبیا عمده محصولات کشاورزی روستای جمادی را تشکیل می‌دهند. باغات سیب، شلیل، گیلاس، آلبالو و گردو در روستا وجود دارند.

## معنی لغوی جمادی
جمادی واژه ای ترکی به معنای (جمع بودن/درکنار هم بودن) می‌باشد
که از ترکیب (جُما) در معنای (جمع) و فعل (دی) به معنای (هست/است) می‌باشد.

## جمعیّت
بر اساس سرشماری سال ۱۳۸۵ جمعیّت این روستا ۳۵۷ نفر با ۶۶ خانوار بوده‌است.